# Santa Maria in Vincis

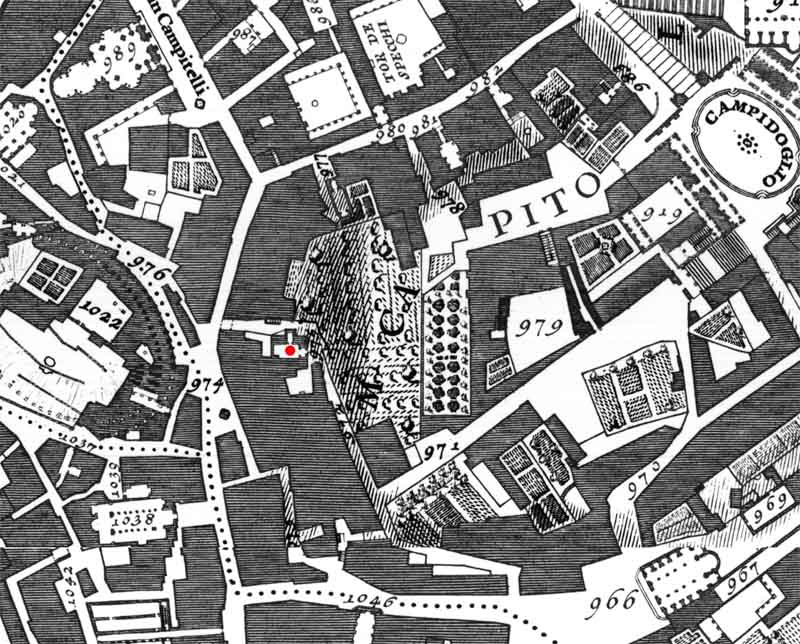
Posição no Mapa de Nolli (1748). A vizinha Sant'Andrea in Vincis está mais para cima, no número 977.

Santa Maria in Vincis, conhecida também como Santa Maria de Guinizo e Santa Maria in Monte Caprino, era uma igreja de guilda de Roma que ficava localizada na Via di Monte Caprino, no rione Campitelli, na encosta do monte Capitolino. Era dedicada a Virgem Maria. Esta igreja, de história obscura e origem antiga, é frequentemente confundida com a vizinha Sant'Andrea in Vincis. Foi demolida em 1929 durante as obras de demolição de toda a vizinhança para permitir a abertura da moderna Via del Teatro di Marcello.

## História
A primeira menção a esta igreja ocorreu numa bula do antipapa Anacleto II (r. 1130-1138) e novamente numa outra do papa Inocêncio IV em 1252, o que indica que ela provavelmente foi construída no século XI. O Catalogo di Torino lista Santa Maria como uma igreja paroquial a partir do século XIV. 
O epíteto "vincis" tem sido ligado com o termo latino "vinculum", que significa "algo usado para prender" ou "corrente", mas, no século XIII, o local onde ficava o antigo Templo de Júpiter Capitolino foi ocupado por um jardim ou um sítio alugado na propriedade do Convento di Santa Maria in Aracoeli por um certo Iohannes de Guinizo. Por causa disto, ela era conhecida também como Santa Maria de Guinizis, um epíteto que, acredita-se, era uma corruptela de "in Vincis".  
No final do século XVI, a paróquia já havia fracassado e a igreja estava sendo administrada a partir de San Nicola in Carcere. Porém, ela já estava praticamente abandonada quando foi entregue à recém-fundada Università dei Saponari, a guilda dos fabricantes de sabão, em 1607. A partir daí, ela passou a ser conhecida também como Santa Maria dei Saponari. A guilda restaurou completamente o edifício e encomendou um novo altar-mor com uma peça de São João sendo cozido em óleo quente, uma referência ao processo de fabricação do sabão. 
A igreja foi novamente restaurada no final do século XIX por uma guilda de pequenos lojistas, mas ela foi condenada por causa da determinação do governo fascista de demolir todos os edifícios que ficavam na econsta oeste do monte Capitolino para abrir caminho para sua nova via que ligava Roma a Lido di Ostia, a Via del Mare (moderna Via del Teatro di Marcello). Toda a vizinhança foi demolida em 1929 e o local foi ajardinado.
As demolições foram supervisionadas por Antonio Muñoz e, durante o processo, descobriu-se que a estrutura incorporava construções do século XII ou XIII, com dois arcos mais antigos atrás da igreja ainda decorados com afrescos de santos do século IX. Estes foram levadas para o Museo di Roma.

## Descrição
Atualmente é muito difícil visualizar como esta encosta do monte Capitolino era antes das demolições. A moderna Via di Monte Caprino é apenas um caminho sinuoso de jardim, mas costumava ser uma rua que seguia ao longo do mesmo traçado (com exceção da curva). Ela então virava à direita num ângulo reto para descer numa ladeira íngreme de frente para o Teatro de Marcelo. Esta ladeira não existe mais e foi substituída por um conjunto de rampas e degraus transversos que chegam até a Casina dei Pierleoni. A igreja ficava onde o conjunto mais alto de degraus e a Via di Monte Caprino se encontram e ficava no interior do traçado desta última.
A igreja não tinha uma identidade arquitetural própria, pois estava incorporada em outros edifícios residenciais dos dois lados e acima. A planta era um retângulo simples, de alinhamento leste-oeste. Havia uma entrada na face leste que dava para um minúsculo vestíbulo e outra do lado norte, também com vestíbulo. Esta última entrada tinha uma pequena fachada barroca com duas pilastras jônicas gigantes com capitéis reaproveitados sustentando um frontão triangular com uma cornija partida. O grande portal com um portal barroco tinha mais da metade da altura da fachada e era ligeiramente recuada. Sobre ele estavam duas janelas de topo curvo, estas últimas invadindo o tímpano do frontão.
Com relação ao anterior, Diego Angeli (1903) afirmou o seguinte: "O teto, em péssimas condições, é dourado e azul e do início do século XVII. No piso estão as lápides de Rinaldo Chierico (1309) e também de Buzio di Paolo, da mesma época, ambas quebradas e desgastadas. A peça de altar é uma pintura anônima do século XVII".